# Haldane-effect
Het Haldane-effect is een eigenschap van hemoglobine die het eerst door de arts John Scott Haldane uit Schotland is beschreven. Het Haldane-effect beschrijft de toegenomen bindingscapaciteit van gedeoxygeneerd bloed, dus van zuurstofarm bloed voor koolstofdioxide. Omgekeerd heeft geoxygeneerd bloed, zuurstofrijk bloed een verminderde bindingscapaciteit voor koolstofdioxide. Dit effect valt te verklaren doordat gereduceerd, gedeoxygeneerd hemoglobine een betere protonacceptor is dan de geoxygeneerde vorm. 
In de rode bloedcellen, de erytrocyten, bevindt zich het enzym carbonzuuranhydrase. Dit enzym is een katalysator voor de omzetting van koolstofdioxide in waterstofcarbonaat. Dit waterstofcarbonaat vervalt snel in bicarbonaat en een vrij proton: 
{\displaystyle \mathrm {CO_{2}\ +\ H_{2}O\ \longrightarrow \ H_{2}CO_{3}\ \rightleftharpoons \ H^{+}\ +\ HCO_{3}^{-}} }
De evenwichtsreactie kan door alles wat het vrije proton stabiliseert naar rechts worden verschoven, volgens het principe van Le Chatelier. De toegenomen affiniteit van deoxyhemoglobine voor protonen zorgt er dus voor dat de reactie naar rechts schuift en dit leidt ertoe dat de synthese van bicarbonaat wordt opgedreven. Eveneens neemt de bindingscapaciteit van het bloed voor koolstofdioxide toe.
Deze zelfde evenwichtsreactie is er bij het Bohr-effect, maar het Bohr-effect gaat net zoals het Haldane-effect ook over de affiniteit onder verschillende omstandigheden van hemoglobine voor zuurstof.